# Salon Kitty (maison close)
Pour les articles homonymes, voir Salon Kitty.
Le Salon Kitty est une maison close de haut-standing de Berlin utilisé par le service de renseignement des nazis, le Sicherheitsdienst (SD), comme centre d'espionnage pendant la Seconde Guerre mondiale.
Créé au début des années 1930, le salon est repris en 1939 par le général SS Reinhard Heydrich et par son subordonné, Walter Schellenberg. Il est géré par la propriétaire fondatrice, Kitty Schmidt, tout au long de son existence. Sa fonction consiste à attirer les dignitaires allemands de haut rang et les visiteurs étrangers, ainsi que les diplomates, en les séduisant au moyen d'alcool et de femmes, afin qu'ils divulguent des secrets ou qu'ils expriment leur avis sur les sujets et les personnalités du régime nazi. Parmi les invités notables se trouvaient, entre autres, Heydrich lui-même, Josef Dietrich, Galeazzo Ciano et Joseph Goebbels. La destruction du bâtiment abritant le salon lors d'un raid aérien en 1942 éteint aussitôt ses activités. Salon Kitty est la source d'inspiration ou l'objet de nombreuses maisons closes de films utilisant le thème de l'espionnage nazi.

## Histoire

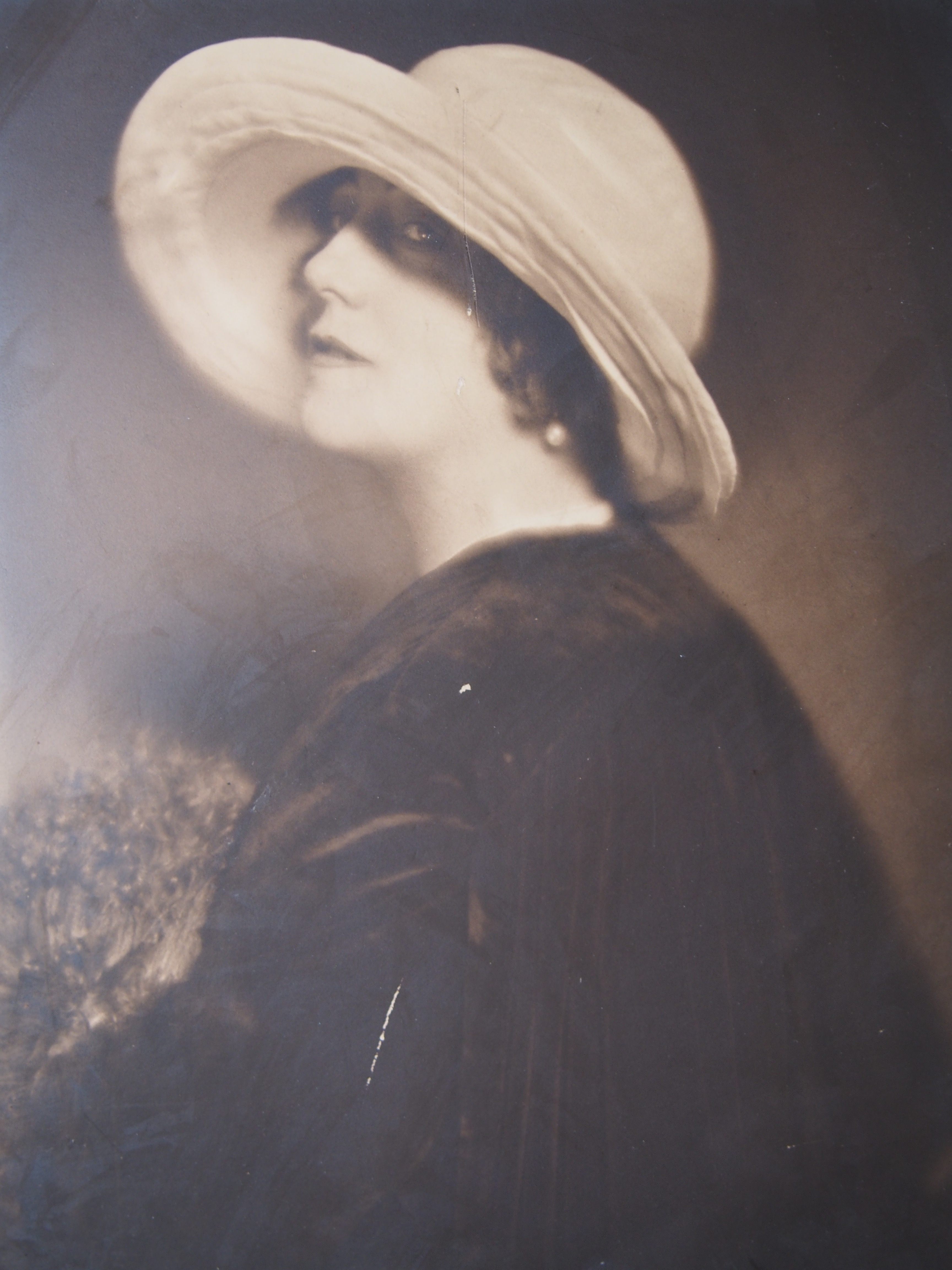
Kitty Schmidt en 1930.

Dans les années 1930, le Salon Kitty est un lieu de prostitution situé au Giesebrechtstraße 11 à Charlottenbourg, un riche quartier de Berlin. Sa clientèle habituelle inclut des dignitaires allemands et étrangers, des diplomates, des industriels, des hauts-fonctionnaires et des hauts membres du parti nazi,. Sa « mère-maquerelle », Katharina Zammit, connue sous le nom de Kitty Schmidt, tient la maison close depuis sa création,.

### Prise de pouvoir des nazis
Kitty Schmidt a secrètement transféré son argent dans des banques britanniques avec l'aide de réfugiés en fuite après la prise de pouvoir des nazis en Allemagne en janvier 1933,. Quand elle tente de fuir le pays le 28 juin 1939, des agents du Sicherheitsdienst (SD) l'arrêtent à la frontière néerlandaise ; ils la conduisent au siège de la Gestapo. Sur place, elle est interrogée par Walter Schellenberg, qui travaille pour le contre-espionnage. Il lui lance un ultimatum : soit coopérer avec les nazis, soit être envoyée en camp de concentration. Kitty n'a d'autre choix que de se soumettre aux ordres nazis.
Il s'agit d'utiliser le Salon Kitty à des fins d'espionnage, selon l'idée de Reinhard Heydrich, l'un des principaux généraux SS, chef de la police intérieure du Troisième Reich et grand amateur de femmes. Au lieu de s'infiltrer dans la maison close, Schellenberg décide d'en devenir propriétaire directement. L'objectif consiste à divertir les invités prestigieux, à leur proposer du vin et des femmes, de sorte qu'ils divulguent des secrets ou qu’ils donnent leurs opinions sur des sujets sensibles pour pouvoir les faire chanter en cas de besoin. Les neuf chambres du salon sont agrandies et rénovées aux normes les plus élevées des années 1930. Schellenberg installe des dispositifs d'écoute dans celles-ci et transforme le sous-sol en local technique où cinq opérateurs transcrivent les conversations enregistrées dans les chambres,.

### Filles du Salon Kitty
Pour satisfaire ces fins d'espionnage, la SS recherche des jeunes femmes prêtes à travailler dans la maison comme auxiliaires de police. Dans une circulaire considérée comme très confidentielle, Schellenberg mobilise l'aide des bureaux administratifs de Berlin. La circulaire précise : « À la recherche de femmes et de filles, intelligentes, multilingues, nationalistes et nymphomanes » (Gesucht werden Frauen und Mädchen, die intelligent, mehrsprachig, nationalistisch gesinnt und ferner mannstoll sind.). La Sittenpolizei (brigade des mœurs) de Berlin arrête des dizaines de prostituées berlinoises pour sélectionner les plus attirantes comme agents potentiels du Salon Kitty. Entre autres choses, elles sont formées pour distinguer les uniformes militaires et pour percevoir les secrets dans des conversations anodines. Elles ne parlent pas dans des micros, mais font un rapport après chaque rencontre. Les dames ont toutes leurs propres particularités et sont formées à satisfaire les clients les plus exigeants. L'historien Paul Roland observe que les femmes qui divertissent les membres de l’élite nazie font partie de la haute société berlinoise. Presque toutes mariées à des hommes aux forts moyens financiers, celles-ci ne reçoivent aucune rémunération pour leurs contributions aux activités du salon.
En mars 1940, Kitty déclare poursuivre ses activités comme si de rien n'était. Cependant, elle dispose de vingt nouvelles filles qu'elle ne peut montrer qu'à certains clients. Si un client utilise la phrase « je viens de Rothenburg », elle lui montre le livre présentant ces filles, sollicite sa décision et appelle la fille choisie. Cette dernière doit alors passer la nuit avec le client et mener à bien cette forme particulière de recherche d'informations.

### Invités de marque

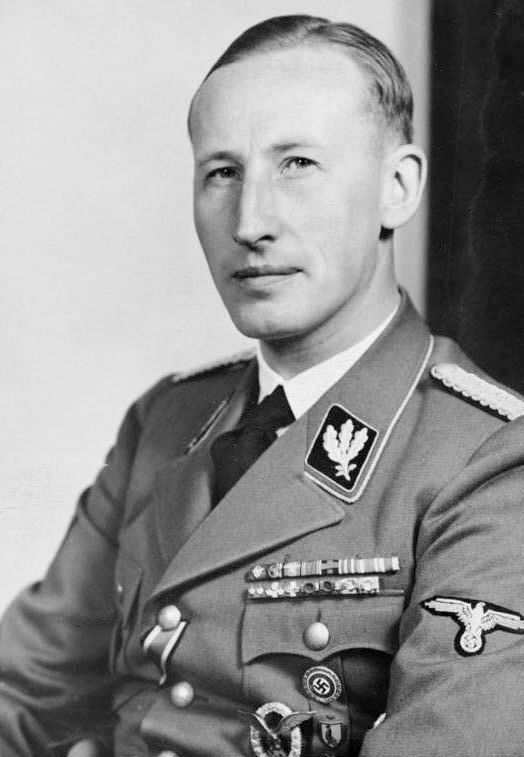
Bien que marié, Reinhard Heydrich rend un certain nombre de visites au Salon Kitty.

Salon Kitty devient encore plus populaire lorsque les invités sélectionnés dans l'armée et dans le corps diplomatique se voient communiquer le mot de passe secret ; des milliers d'enregistrements sont réalisés lors de leurs visites. L'un des clients Galeazzo Ciano, gendre du dictateur italien Benito Mussolini et ministre des Affaires étrangères de l'Italie fasciste émet ainsi des opinions négatives sur le Führer. Un autre visiteur, le général SS Josef Dietrich, veut, lors d'une nuit, les vingt filles spéciales pour une orgie sans révéler aucun secret pendant celle-ci. Même le ministre de la propagande Joseph Goebbels est marqué comme client ; il apprécie « les démonstrations lesbiennes » qui seraient, dans un autre contexte, considérées comme des actes anti-sociaux,. Heydrich fait également un certain nombre de « tournées d'inspection », bien que les micros soient éteints à ces occasions.
L'agent britannique Roger Wilson, sous sa couverture de secrétaire de presse roumain « Ljubo Kolchev », remarque les fils des microphones lors de son passage. Il devient un client régulier du salon avec une fille banale et organise un dispositif permanent d'écoute en installant trois câbles supplémentaires. Dès lors, les services de renseignement britanniques entendent les mêmes conversations que le SD.

### Raid aérien et fermeture

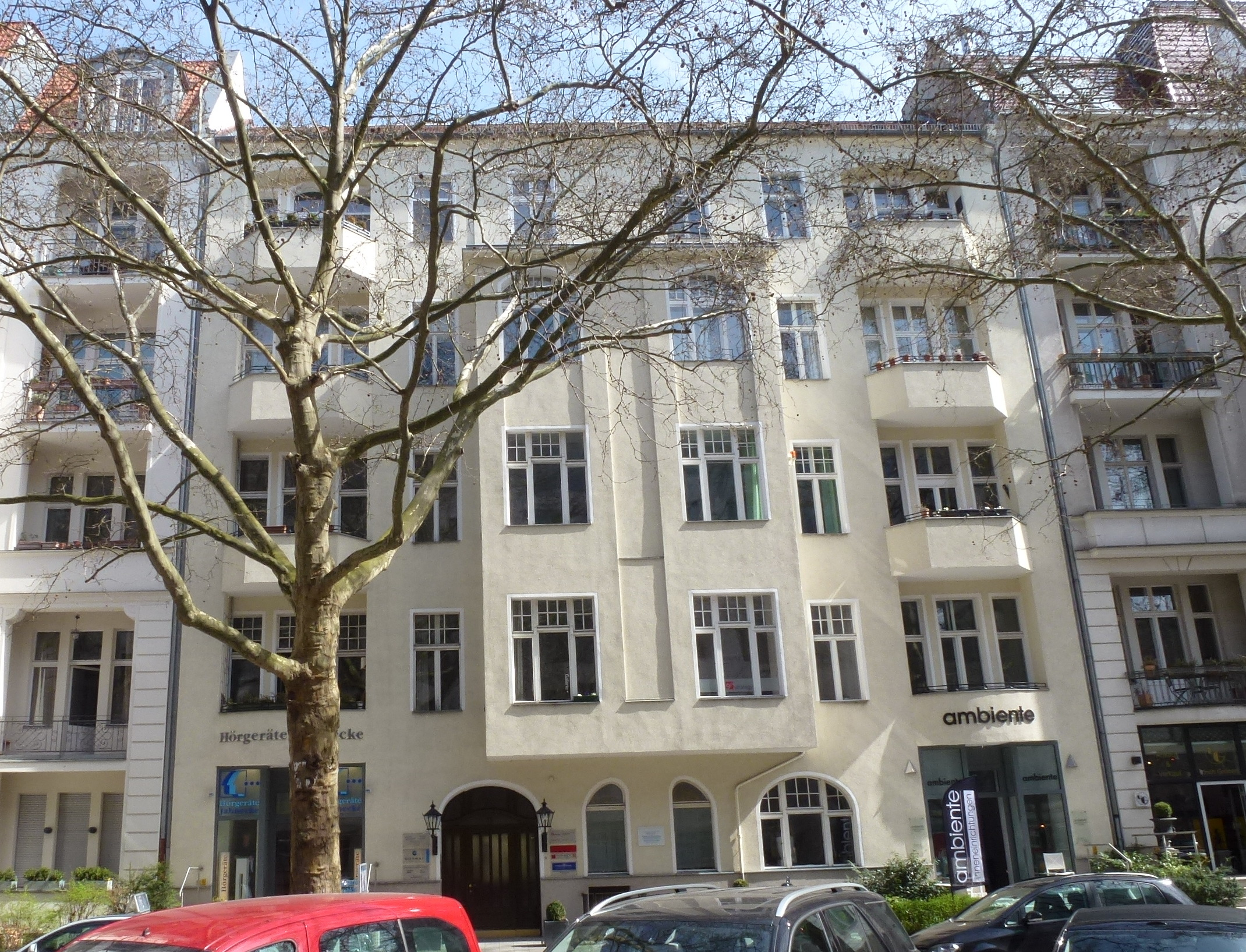
Le 11 Giesebrechtstrasse en avril 2013.

La clientèle du Salon Kitty diminue avec la guerre. En juillet 1942, le bâtiment est démoli au cours d'un raid aérien britannique. La maison  se voit déplacée. Au cours de la même année, le SD abandonne son activité d'espionnage. Kitty Schmidt récupère son salon, sous la menace de représailles si elle fait état des activités d'espionnage passées.
Madame Schmidt n'abordera jamais la question, même après la guerre. Elle meurt en 1954 à l'âge de 71 ans, sans révéler l'identité de ses anciens employés. Le nombre total d'enregistrements réalisés dans la maison par la Gestapo est estimé par la Stasi aux environs de 25 000. Pratiquement tous les enregistrements sont perdus ou détruits en raison de leur inutilité après-guerre. Selon un article de 2005 de Die Tageszeitung, la maison-close continue d'exister après la Seconde Guerre mondiale, sous la direction de la fille et du fils de Schmidt. Dans les années 1990, le salon évolue en maison d'accueil pour demandeurs d'asile, fermé peu après en raison des protestations des voisins.

## Analyses et fictions
L'histoire particulière du Salon Kitty est découverte grâce aux mémoires de Walter Schellenberg publiées en Allemagne en 1956, sous le titre The Labyrinth. En 1971, l'écrivain allemand Peter Norden détaille l'histoire dans le roman Salon Kitty (Espionnage sur l'oreiller en France). Cet ouvrage sert de base au très controversé film de 1976, Salon Kitty, réalisé par Tinto Brass avec l'acteur Helmut Berger en tant que Walter Schellenberg (renommé Helmut Wallenberg) et avec Ingrid Thulin dans le rôle de Kitty Schmidt (renommé Kitty Kellermann).
En 1981, la fiction de la BBC Private Schulz, montrant les activités d'un petit criminel et fraudeur allemand au service de la SS pendant la Seconde Guerre mondiale, met en évidence les fonctions et les caractéristiques du salon Kitty. Dans le premier épisode, Schulz équipe le sous-sol de la maison d'un poste d'écoute, enregistrant les conversations captées par les micros dissimulés.
Le concept de la Gestapo utilisant une maison-close pour déceler des traîtres au régime nazi est recyclé à plusieurs reprises dans divers films européens de nazisploitation.

## Sources

### Imprimé
- (en) John Craig, Peculiar Liaisons : In War, Espionage, and Terrorism in the Twentieth Century, Algora Publishing, 2005, 250 p. (ISBN 978-0-87586-333-7, lire en ligne)
- (en) Christopher Frayling, Ken Adam : The Art of Production Design, London/New York, Farber & Farber, 2005, 316 p. (ISBN 0-571-23109-8)
- (en) Montgomery Hyde, Crimes and Punishment, Marshall Cavendish, 1985, 1332 p. (ISBN 978-0-86307-372-4)
- (en) Jean-Denis Lepage, An Illustrated Dictionary of the Third Reich, McFarland Publishing, 2013, 224 p. (ISBN 978-1-4766-0369-8, lire en ligne)
- (en) Paul Roland, Nazi Women : The Attraction of Evil, Arcturus Publishing, 2014, 256 p. (ISBN 978-1-78428-046-8, lire en ligne)
- (en) Jill Stephenson, Women in Nazi Germany, Routledge Publishing, 2014, 232 p. (ISBN 978-1-317-87608-3, lire en ligne)

### En ligne
- [vidéo] « Private Schulz », British Broadcasting Corporation (consulté le 4 mai 2015)
- (de) Hanna Huhtasaari, « Verführen für den 'Führer' », sur Spiegel.de, Spiegel Online, 27 août 2008 (consulté le 4 juillet 2015)
- (de) Tina Hüttl, « Wie in ein Nazi-Bordell das echte Leben einzog », Die Tageszeitung, 11 mai 2005 (consulté le 4 juillet 2015)